# Theodora van Griekenland en Denemarken (1906-1969)

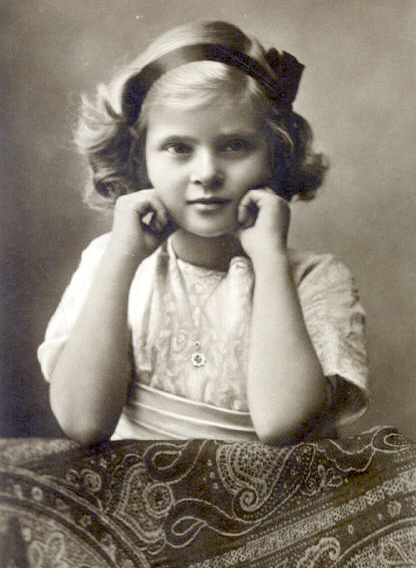
Prinses Theodora van Griekenland

Theodora van Griekenland en Denemarken (Grieks: Πριγκίπισσα Θεοδώρα της Ελλάδας και Δανίας) (Athene, 30 mei 1906 - Konstanz, 16 oktober 1969), prinses van Griekenland en Denemarken, was de tweede dochter van Andreas van Griekenland en Alice van Battenberg.

## Familie
Van haar vaderskant was zij de kleindochter van George I van Griekenland en Olga Konstantinova van Rusland en stamt ze af van Nicolaas I van Rusland. Van haar moederskant is zij de achter-achter-kleindochter van Koningin Victoria van het Verenigd Koninkrijk (haar moeder is de kleindochter van Alice van Hessen-Darmstadt,  de tweede dochter van Victoria).
Theodora was de zus van Prins Philip, echtgenoot van koningin Elizabeth II van het Verenigd Koninkrijk.

## Huwelijk en kinderen
Theodora trouwde op 17 augustus 1931 met Berthold van Baden. Zij kregen drie kinderen:
- Margarita Alice Thyra Viktoria Marie Louise Scholastica (1932-2013), getrouwd met Tomislav, prins van Joegoslavië,  gescheiden in 1981
- Maximilian (Max) Andreas Friedrich Gustav Ernst August Bernhard, (1933), getrouwd met Valerie Isabella van Oostenrijk-Toscane, een dochter van Hubert Salvator van Oostenrijk en Rosemary van Salm-Salm
- Ludwig Wilhelm Georg Ernst Christoph (1937), getrouwd met Marianne von Auersperg-Breunner